# إدموند هيرنغ
إدموند هيرنغ (بالإنجليزية: Edmund Herring)‏ هو قاضي وعسكري ولاعب كرة مضرب وسياسي أسترالي، ولد في 2 سبتمبر 1892 في ماريبورو في أستراليا، وتوفي في 5 يناير 1982 في ملبورن في أستراليا.